# أربيان بورنمويلر
أربيان بورنمويلر (الاسم العلمي: Anthemis bornmuelleri) هو نوع نباتي يتبع جنس الأربيان من الفصيلةالنجمية.

## الموئل والانتشار
الموئل والانتشار في بلاد الشام.